# Петър Балевски
Петър Дачев Балевски е политик от Българската комунистическа партия (БКП), дългогодишен ръководител на нейния окръжен комитет в Ловеч. Членува и в наследилата я Българска социалистическа партия.

## Биография
Петър Балевски е роден на 4 май 1933 година в Угърчин. От 1947 година е член на Работническия младежки съюз. Завършва висше икономическо образование. През 1957 година става член на БКП, след което заема длъжности в Димитровския комунистически младежки съюз и Централния комитет на БКП. От 1957 до 1962 г. е последователно секретар и първи секретар на Окръжния комитет на ДКМС. През 1962 г. става член на Бюрото и завеждащ отдел в ЦК на ДКМС. Между 1965 и 1969 г. работи като завеждащ сектор „Младежки органи“ в отдел „Организационен“ при ЦК на БКП.
През 1969 г. Балевски става секретар до 1971, а от 1971 г. е избран за първи секретар на Окръжния комитет на БКП в Ловеч, като остава на този пост до 1986 година. От 1986 г. е председател на Комитета по цените при Министерския съвет. От 1971 година е кандидат-член, а от 1977 г. – член на ЦК на БКП. След Ноемврийския пленум на ЦК на БКП от 1989 година за кратко е първи заместник-министър на икономиката и планирането с ранг на министър в правителството на Георги Атанасов. От 1990 до 1992 година е председател на Комитета по цените.
Петър Балевски умира на 2 март 1997 г. в София.